# Gangsta Party
Albums de Daz Dillinger
So So Gangsta
(2006) Only on the Left Side
(2008)
Gangsta Party est le neuvième album studio de Daz Dillinger, sorti le 25 septembre 2007.
L'album s'est classé 82e au Top R&B/Hip-Hop Albums.

## Liste des titres
| No  | Titre                                                         | Contient un (des) sample(s) de      | Durée |
| --- | ------------------------------------------------------------- | ----------------------------------- | ----- |
| 1.  | Intro                                                         |                                     | 1:01  |
| 2.  | About That                                                    |                                     | 3:51  |
| 3.  | Gangsta Shit                                                  |                                     | 3:56  |
| 4.  | Gettin' Money (featuring E-40 et Kurupt)                      | Here We Go Again des Isley Brothers | 3:49  |
| 5.  | That's Deep                                                   |                                     | 2:30  |
| 6.  | Is This What U Want? (featuring Redman)                       |                                     | 3:47  |
| 7.  | Caught Up in tha Game (faeturing Jagged Edge et Joe Budden)   |                                     | 4:36  |
| 8.  | Get Ya' Pistol                                                |                                     | 4:05  |
| 9.  | Gangsta Party Part 2 (featuring Young Noble et Hussein Fatal) |                                     | 3:26  |
| 10. | Guns Will Blow (featuring Yukmouth et G-Dub)                  |                                     | 4:02  |
| 11. | Tell Me What U Want (featuring Spice 1, San Quinn et Francci) |                                     | 3:43  |
| 12. | Do What the Fuck I Wanna (featuring Jayo Felony)              |                                     | 3:57  |
| 13. | Start a Problem (featuring Spice 1 et Roscoe)                 |                                     | 3:45  |
| 14. | All About da Money (featuring Keak da Sneak et Mistah F.A.B.) |                                     | 4:29  |
| 15. | Smoke That Weed                                               |                                     | 2:40  |